# Sala Allehanda
Sala Allehanda (SA) är lokaltidning för Sala och Heby kommuner i Västmanlands län respektive Uppsala län, Sverige. 

## Historia
Sala Allehandas första nummer kom ut 12 (10?) december 1879 som ett av tre provnummer i december 1879. Utgivningsbevis för tidningen utfärdades för Julius Fredrik Ågren den 3 december 1879 som från dess början redigerat tidningen. Den reguljära utgivningen startade 30 december 1879. Tidningen har haft två utgivningsuppehåll 18 augusti till 27 augusti  1909, storstrejken, då tidningen utkom son stencilerade blad. Andra uppehållet var 4 juli 1919 till 25 augusti 1919. 
Sala Allehanda grundades 1879 av Constantin Lindgrén, vars far Gustaf Adolf Lindgrén tidigare lett tidningen Sala Tidning. Till redaktör utsågs Julius Fredrik Ågren. I mars 1881 köpte man upp Sala Tidning, och 1 december 1882 startades Avesta Tidning som ett organ för som ett organ för Norbergs Bergslag och södra Dalarna. 1885 såldes tidningen till Teodor Holmberg och hans maka Cecilia Bååth-Holmberg, den senare var kusin till redaktören Julius Fredrik Ågrens hustru. Paret fortsatte den frisinnade linje för tidningen tidigare inslagits. Som redaktör ersättas Julius Fredrik Ågren 1901 av August Söderholm. År 1904 uppfördes en ny tidningslokal, samtidigt som företaget övertogs av ett nybildat bolag, Ågren & Holmberg Boktryckeri AB. Huvuddelägare blev stadsfiskalen och senare rådmannen Emil Ekbom. Chefredaktörer var 1922–1929 Ernst Leonhard, 1929–1932 Georg Sylvan och från 1932 Alfred Lindén. År 1938 infogades Västanfors-Fagersta Tidning i tidningsbolaget. 1945 blev Sala Allehanda sexdagarstidning.
1879 till 1901 var tidningen tvådagars tidning med utgivning tisdag och fredag med utgivning kvällstid. 1901 till 1945 var Sala Allehanda tre dagars tidning med utgivning måndag, onsdag och fredag. med utgivningstid fortsatt på eftermiddagen. 1945 till 1996 var tidningen sexdagarstidning som fram till 1956 utkom på eftermiddagen. sedan 1956-1996 på morgonen. 1996 till 1997 var tidningen 4-dagars med utgivning måndag, onsdag, torsdag och fredag, men vid årsskiftet 1999 blev den tredagarstidning. 
I samband med att Sala Posten började ges ut som en frisinnad tidning 1906 började Sala Allehandas politiska profil att ändras från en utpräglad frisinnad till en mer "neutral" hållning.
Tidningen startade under titeln Sala Allehanda. Titeln har varierat men är nu sedan 2008 Sala Allehanda / Lokaltidning för Sala och Heby.
Sala Allehandas jubileumsnummer den 12 februari 1936 och 30 september 1960 är av intresse för tidningens historia.

## Nutida förhållanden
Tidningen ägs sedan 2020 av Bonnierkoncernen (80 procent) och norska Amedia (20 procent) via dotterbolaget Mittmedia tillsammans med systertidningarna Fagersta-Posten och Bärgslagsbladet/Arboga Tidning. Bbl/AT, FP och SA (samt tidigare även Avesta Tidning) brukar ibland gå under samlingsbeteckningen Ingress-tidningarna (under åren 1995-2010 gavs de fem Ingress-titlarna ut i ett eget bolag, Ingress Media AB).
Sedan hösten 2019 är Mats Wikman chefredaktör och ansvarig utgivare för Sala Allehanda. Hans företrädare var Daniel Nordström som även var chefredaktör och ansvarig utgivare för Fagersta-Posten, Bärgslagsbladet/Arboga Tidning och VLT - Vestmanlands Läns Tidning. 
Sedan 2000 är tidningen åter 3-dagars, som sina "syskon" i Fagersta och Avesta. I slutet av år 2000 flyttades tidningens kontor från anrika tidningshuset på Aguéligatan till mer ändamålsanpassade lokaler på Rådhusgatan i centrala Sala. Sedan 2015 ligger kontoret i Galleria Sala Torg. Upplagan ligger strax över 5 000 exemplar 2019

## Redaktion
Redaktionsort har hela tiden varit Sala. Politisk tendens för tidningen från starten till 1921 var frisinnad /liberal .1922 till 1938 var tidningen moderat[förklaring behövs] och under kriget  1939 till 1947 neutral.  1948 till 1971 kallade tidningen sig oberoende, och  från 1972 politiskt obunden.
| Period                 | Ansvarig utgivare                        | Period                  | Redaktör                                         |
| 1879-12-03--1901-04-17 | Ågren, Julius Fredrik                    | 1879-12-03 --1901-04-16 | Ågren, Julius Fredrik                            |
| 1901-04-18--1922-02-26 | Söderholm, Per August red sekr           | 1901-04-19--1922-02-15  | Söderholm, August                                |
| 1922-02-27--1929-12-15 | Leonardh, Ernst Sigfrid Hansson red sekr | 1922-02-17--1922-03-03  | Ingen uppgift                                    |
| 1929-12-16--1932-09-20 | Sylwan, Frans Johan Georg red            | 1922-03-06--1929-12-16  | Leonardh, Ernst                                  |
| 1932-09-21--1938-03-03 | Ekbom, Emil Jakob rådmannen              | 1929-12-18--1932-08-31  | Sylwan, Georg                                    |
| 1938-03-04--1964-11-30 | Lindén, Karl Alfred red                  | 1932-09-02--1964-11-30  | Lindén, Alfred                                   |
| 1964-12-01--1975-12-31 | Söderström, Ch.                          | 1964-12-01--1984-03-31  | Nilsson, Kurt                                    |
| 1976-01-02--1984-04-01 | Nilsson, Kurt                            | 1984-04-02--1991-10-31  | Dahlqvist, Ingvar                                |
| 1984-04-02--1991-10-31 | Dahlqvist, Ingvar                        | 1991-11-01-- 1999-04-03 | Karlsson, Kent huvud red                         |
| 1991-11-01--1999-04-03 | Karlsson, Kent                           | 1999-04-07--2009-04-29  | Eriksson, Jan-Erik red chef                      |
| 1999-04-07--1999-06-21 | Lundberg, Göran                          | 2009-05-04--2011-08-01  | Bengsdotter, Anna                                |
| 1999-06-23--1999-07-09 | Eriksson, Jan-Erik                       | 2011-08-03--2012-01-27  | Isaksson, Urlika t f                             |
| 1999-07-12--2009-06-01 | Lundberg, Göran                          | 2012-01-30--2012-04-30  | Forss, Ingalill t f                              |
| 2009-06-03--2012-08-31 | Larsson, Bengt                           | 2012-05-02--2012-11-28  | Anna Bengtsdotter                                |
| 2012-09-01--2016-01-29 | Kimsjö, Thelma                           | 2012-11-30--2016-01-29  | Kimsjö, Thelma tf 2015-10-02--05 Camilla Röjerås |
| 2016-02-01--2019-11-27 | Nordström, Daniel                        | 2016-02-01--2019-08-30  | Nordström, Daniel                                |
| 2019-11-29--           | Wikman, Mats                             | 2019-09-02--            | Wikman, Mats                                     |

## Bilagor
Periodisk bilaga var Sala Allehandas Gratisbilaga för nytta och nöje från 1887 som kom ut med 2 nr i månaden och hade  8 sidor. Den innehöll förströelseläsning romaner och noveller. Start- och slutdatum ej kända. Bilagan började komma ut 1887. Många årgångar är uttagna ur tidningen och placerade på KB som Roman Samlingar i Folio. I övrigt har bilagorna varit mest TV-bilagor till 2004. 2001 satsade tidningen på en bilaga med titeln Mer med inriktning kultur 2 gånger i månaden, från 2003 bara en gång per månad. 2007 kallades bilagan Kommers och 2012 kom Magasin med utgivning 9 nr per år och mera allmänt innehåll. 

## Ägare, tryckning, upplaga och annonser
| Period                  | Förlagsnamn/Förlag                                  | Ort      | Kommentar    |
| 187912-10--1880-08-10   | Nya Boktryckeriet                                   | ?        |              |
| 1880-08-10--1885-11-27  | Constantin Lindgrén                                 | Salal    |              |
| 1885-10-27 --1905-01-02 | Ågren & Holmbergs boktryckeri                       | Sala     | T 1942-11-14 |
| 1905-01-04--1995-09-30  | Ågren & Holmbergs Boktryckeri AB                    | Sala     | T 1942-11-14 |
| 1995-10-02--2010-12-31  | Ingress Media aktiebolag                            | Sala     |              |
| 2011-01-03--2016-12-08  | Tidningsbolaget Promedia i Mellansverige aktiebolag | Västerås |              |
| 2016-12-09--            | Mittmedia AB                                        | Gävle    |              |

Tidningens första tryckare var Nya boktryckeriet från 10 december 1879 till 6 augusti 1880, sedan hos Constantin Lindgrén  från 10 augusti 1880 till 27 november 1885  och därefter hos Ågren &Holmbergs boktryckeri i Sala till 1905. Tryckeriet blev 1905 aktiebolag men fortsatte att trycka tidningen till 1992. 1992 till 2006 trycktes tidningen av VLT press i Västerås och sedan 2006 till 2019 av Mittmedia press i Falun,
Tryckeriutrustning var en dubbelsnällpress till 1927. Hittills har tidningen tryckts på dubbelsnällpress.. (Tidningens nr 2 1927 sidan 7). 1927 fick tidningen en Duplex rotationspress enligt tidningen (Nr 2 1927 sidan 7). 1959 byttes pressen till stereotypirotationspress som medgav tryck med ytterligare en färg.(Tidningen 1969-01-24) och 1969 gick man över till offsettryck (Tidningen 1969-01-24)
Typsnittet för tidningen har alltid varit antikva och fram till 1959 trycktes tidningen bara i svart, 1959 -1969 i svart + 1 färg och från 1969 i fyrfärg. Satsytan var stor fram till 1984 då tidningen började komma ut i tabloidformat.
Tidningen hade 4 sidor till 1927, och antalet ökade till 8 sidor till 1940. Efter andra världskriget hade tidningen som mest 12 sidor till 1970. Under 1980-talet växte sidantalet till 36 sidor som mest 1985, men sjönk sedan till 28-32 under 1990-talet. Tidningen publicerade 40 sidor 1998, och 2011 till 2015 i regel 32-56 sidor. 2017 noterades 32-64 sidor vilket är maxantalet sidor i tidningen fram till 2020.
Upplagan för tidningen var 1904 4500 exemplar och den ökade långsamt till 1912 då upplagan var 5700 exemplar. 1927 finns nya siffror men då var upplagan 5100 exemplar. Först 1943 noteras över 7000 exemplar i bruttoupplaga. Detta överträffas under andra halvan an 1950-talet då tidningen når 8300 exemplar 1959. 1970 till 1990 ökar upplagan sakta och den är över 9000 exemplar med en topp på 10 800 exemplar under tidigt 1990-tal. Sedan dess har upplagan vänt nedåt och ligger nu på lite drygt 5000 exemplar alltså en halverad upplaga.
Priset för tidningen var 4-5 kronor till efter första världskriget då det fördubblades men var stabilt 11 kronor till 1942. Koreainflationen höjde det till 31 kronor 1952 1969 nådde det över 100 kronor för först gången och 1000 kronors strecket passerades 1993. 2020 kostar tidningen över 2700 i helårsprenumeration.
Annonsomfattning har registrerats sedan  2015  då den var hela 65%. Den och sjönk sedan till 41 %  år 2019.